# Ancede
Ancede is een plaats (freguesia) in de Portugese gemeente Baião en telt 2 618 inwoners (2001).